# Brachynervus beijingensis
Brachynervus beijingensis là một loài tò vò trong họ Ichneumonidae.